# Antimikrobielle peptider
Antimikrobielle peptider (AMP), også kaldet host defense peptider (HDP) er små proteiner, peptider, der er en del af  det medfødte immunforsvar (det uspecifikke innate immunforsvar), der findes blandt alle klasser af liv. Grundlæggende forskelle mellem prokaryote og eukaryote celler kan repræsentere mål for antimikrobielle peptider. Disse peptider er potente, bredspektrede antibiotika, som viser potentiale som nye terapeutiske midler. Antimikrobielle peptider har vist sig at dræbe Gram negative og Gram positive bakterier, kappebærende virus, svampe samt kræftceller. Der er beskrevet mere end 5000 antimikrobielle peptider.
I modsætning til de fleste konventionelle antibiotika, ser det ud som om antimikrobielle peptider også kan have evnen til at øge immunitet ved at fungere som immunomodulatorer.
Antimikrobielle peptider virker ofte ved at destabilisere mikrobers membran ved lyse eller hæmning af transportfunktioner.

## Nogle eksempler
- Plectasin [1]

- Cathelicidin-peptider er en familie af antimikrobielle peptider , der findes i lysosomer af makrofager og polymorphonuclear leukocytter (PMN) og keratinocytter.

- Defensin-peptider er små cystein-rige kationiske proteiner, der findes i både hvirveldyr og hvirvelløse dyr. De er også rapporteret i planter.

- Dermcidin er et humant antimikrobielt peptid, der udskilles af svedkirtler på huden som en del af det medfødte immunforsvar.

- Protegrin-peptider binder til gram-negative bakteriers LPS, lipopolysaccharider.

- Mastoparan-L, modificeret giftstof fra en almindelig asiatisk hveps, Vespula lewisii.[5]

## Plante-AMP
Antimikrobielle peptider viser alle et evolutionært slægtskab, og en database over 271 antimikrobielle peptider fra planter opdeler peptiderne i familier:
- cyclotider
- defensiner
- Hevein-lignende
- Impatiener
- knottiner
- lipid-transfer proteiner
- shepheriner
- snakiner
- thioniner
- vicilin-lignende
- MBP-1 og MiAMP1.

## Eksterne links og henvisninger
1. 1 2  ANTIMIKROBIELLE PEPTIDER. Biotech Academy
2. ↑  Reddy KV, Yedery RD, Aranha C (2004). "Antimicrobial peptides: premises and promises". International Journal of Antimicrobial Agents. 24 (6): 536-547. doi:10.1016/j.ijantimicag.2004.09.005. PMID 15555874.
3. ↑  Antimicrobial peptides. Current Biology 2016
4. ↑  Antimikrobial peptides. NLM
5. ↑  Scientists engineer bacteria-killing molecules from wasp venom. Phys Org 2020
6. ↑  "Statistics. PhytAMP". Arkiveret fra originalen 27. maj 2019. Hentet 27. maj 2019.

- The Blood Of Dragons Could Destroy Antibiotic Resistance. IFLS 2017
- A Cure For The Common Cold Might Be Much Closer Than We Realised. ScienceAlert 2018
- In CRISPRed fruit flies that lack certain antimicrobial peptides, bacterial infections flourish, as revealed by fluorescent markers. The Scientist 2019 Arkiveret 26. marts 2019 hos  Wayback Machine